# Stamford Bridge, London

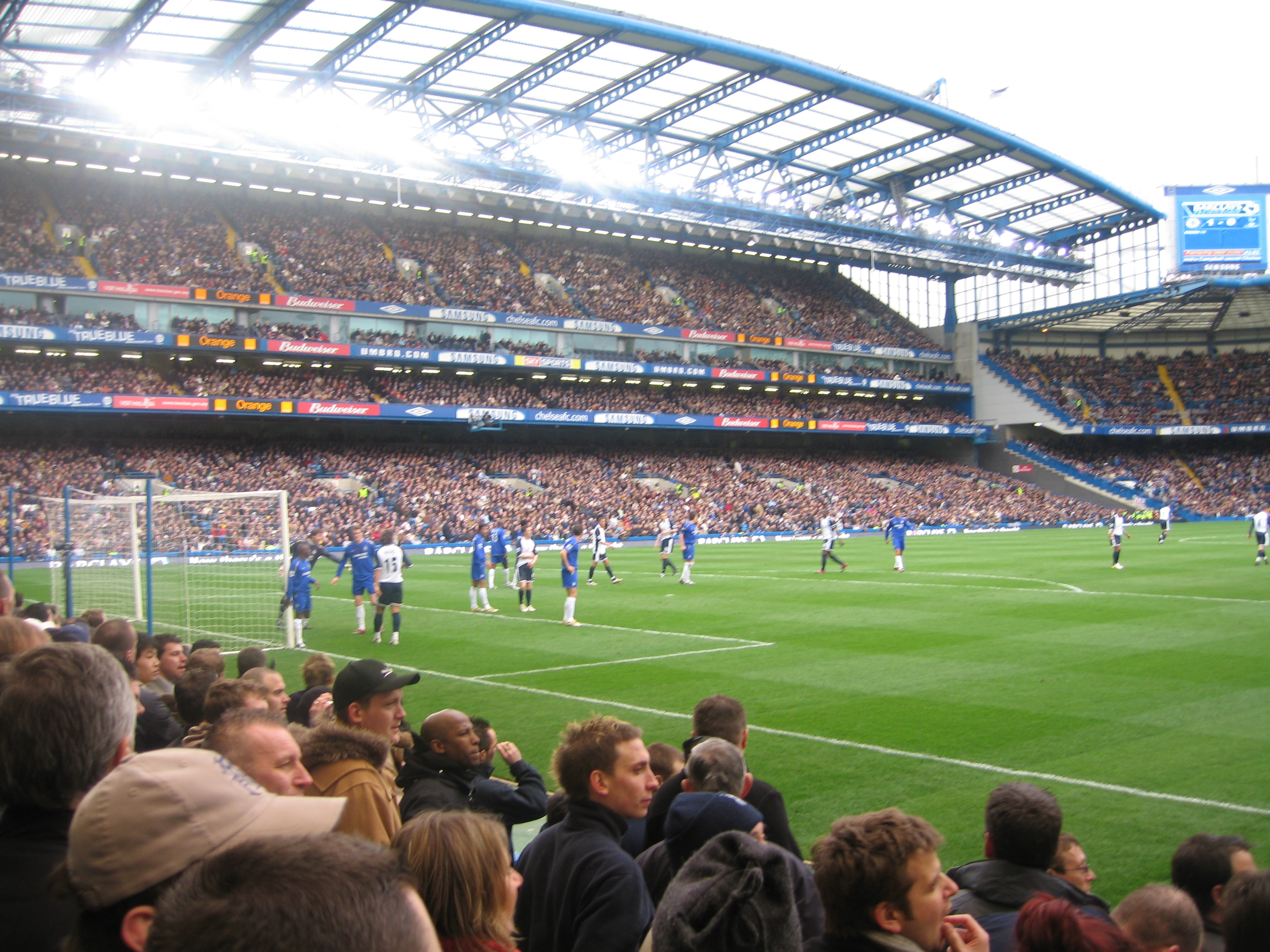

Stamford Bridge är en fotbollsarena i Fulham i London och är hemmarena till Chelsea FC. Arenan invigdes 1877 och användes från början av London Athletics Club (friidrott). År 1905 erbjöd den dåvarande ägaren Gus Mears Fulham FC att spela där. De tackade nej och man bildade då Chelsea FC.
1924 hölls första internationella tävlingen i friidrott för damer (Damolympiaden 1924) i Storbritannien här. Förutom fotboll och friidrott har även speedway, cricket, rugby, amerikansk fotboll och hundkapplöpning utövats på Stamford Bridge. Mellan 1920 och 1922 spelades finalen i FA-cupen där.
Ken Bates, ordförande i Chelsea 1981-2004, byggde om arenan på 1990-talet och förvandlade den från ett ruckel till en av Englands finaste. Förutom själva arenan, med omkring 40 000 sittplatser, finns det två lyxhotell, ett museum, en klubbshop och flera restauranger och barer i Stamford Bridge-komplexet.

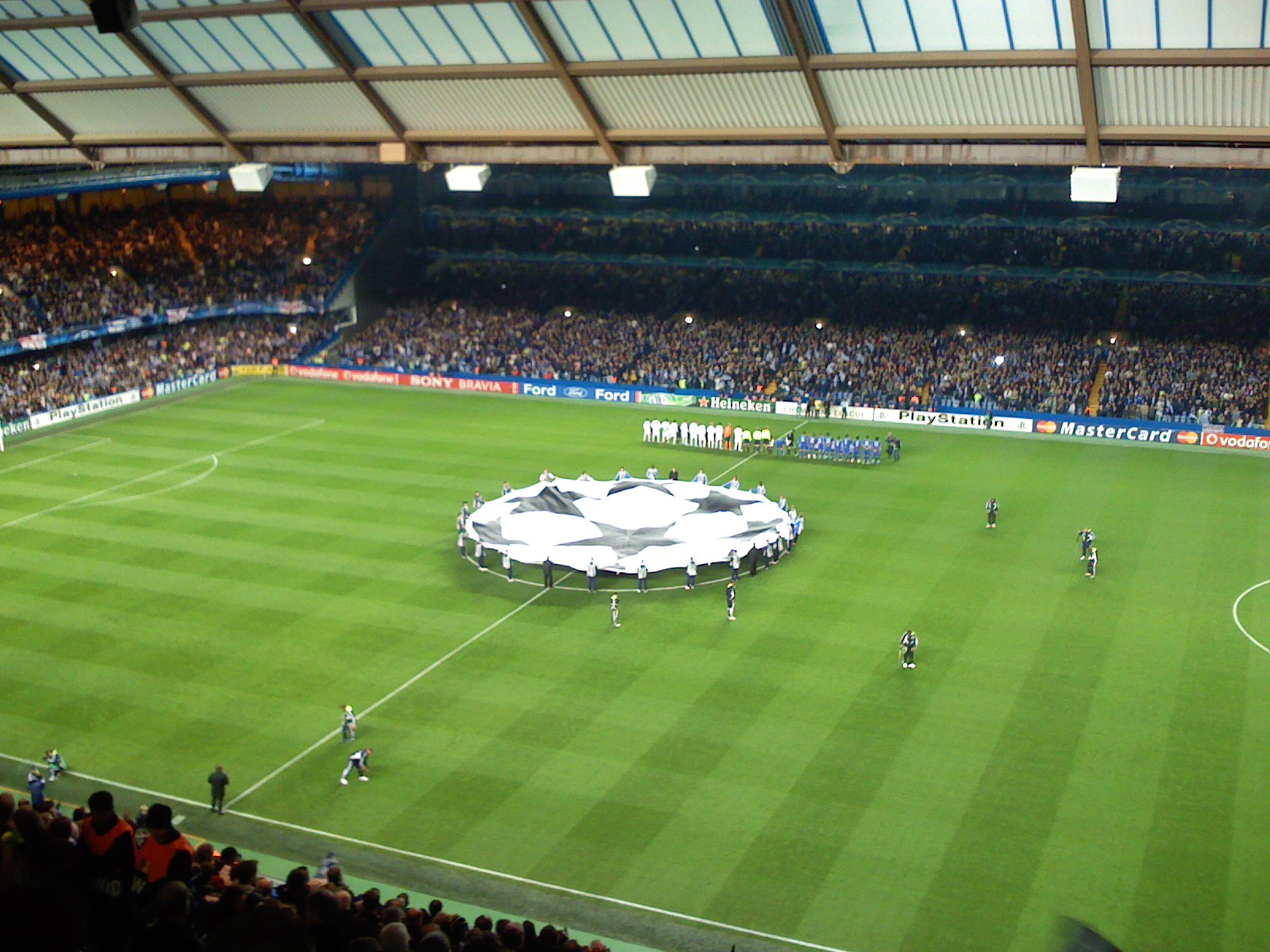